# تپه دو چغا
تپه دو چغا مربوط به عصر مس و سنگ است و در شهرستان کرمانشاه، بخش ماهیدشت، دهستان چغانرگس، شمال روستای دوچغا واقع شده و این اثر در تاریخ ۷ اسفند ۱۳۸۶ با شمارهٔ ثبت ۲۱۷۱۸ به‌عنوان یکی از آثار ملی ایران به ثبت رسیده است.